# اکاترینا پروکوفیوا
اکاترینا پروکوفیوا (روسی: Екатерина Валерьевна Прокофьева؛ زادهٔ ۱۳ مارس ۱۹۹۱) ورزشکار واترپلو اهل روسیه است.
وی در مسابقات کشوری و بین‌المللی در مجموع برندهٔ ۴ مدال طلا، ۴ مدال نقره، ۷ مدال برنز شده‌است.